# Cajanus lineatus
Cajanus lineatus là một loài thực vật có hoa trong họ Đậu. Loài này được (Wight & Arn.) Maesen miêu tả khoa học đầu tiên.

## Hình ảnh

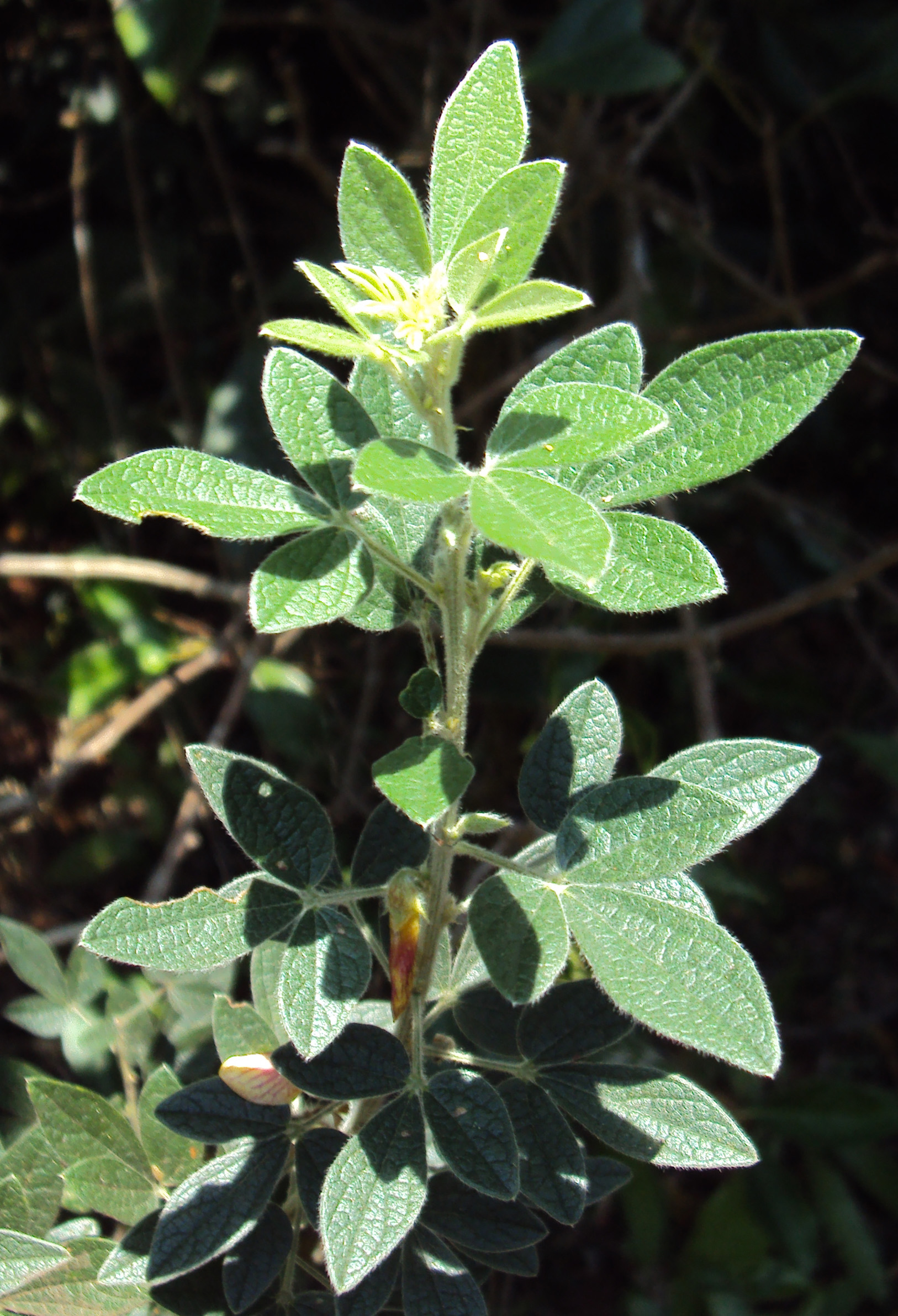
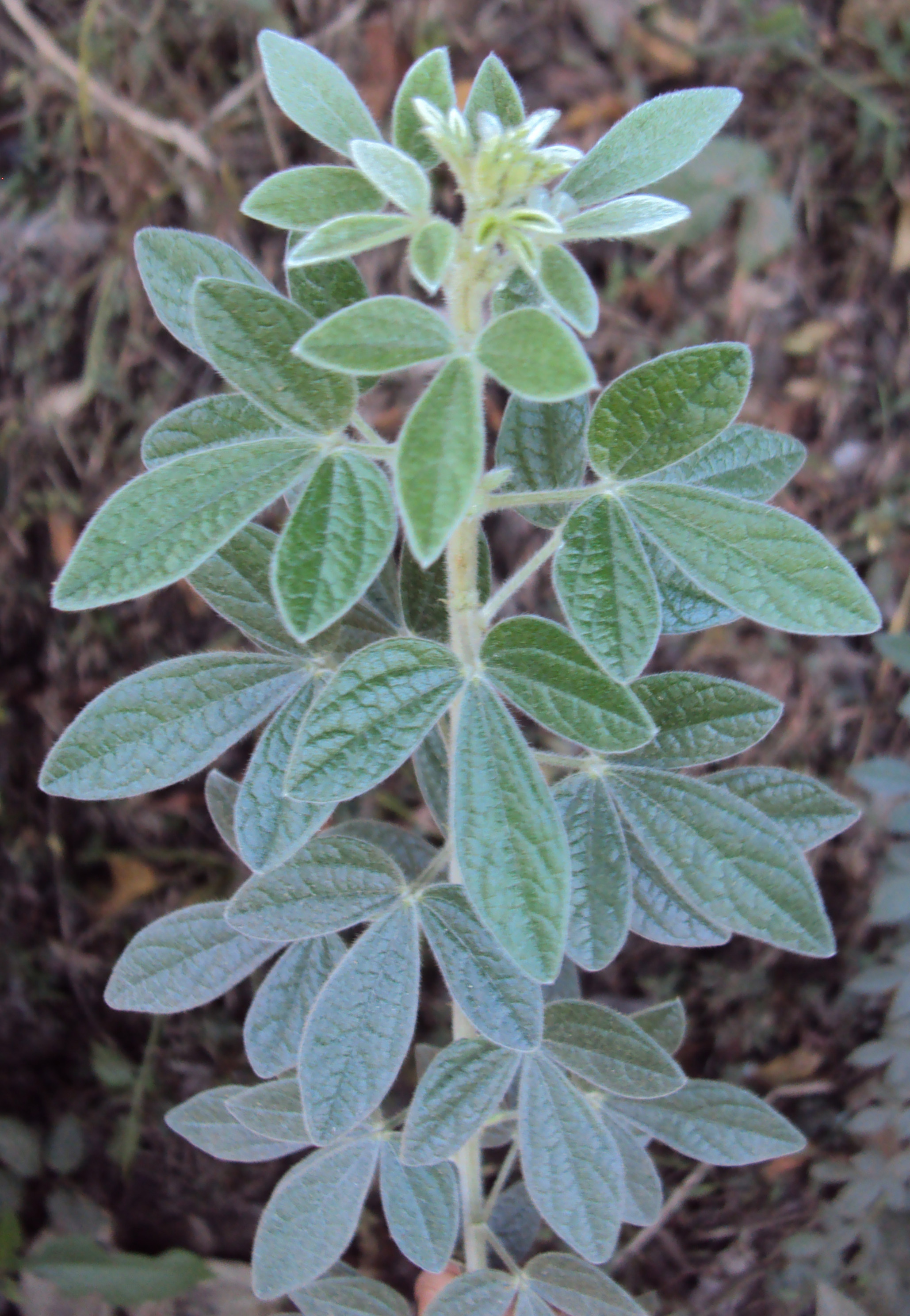
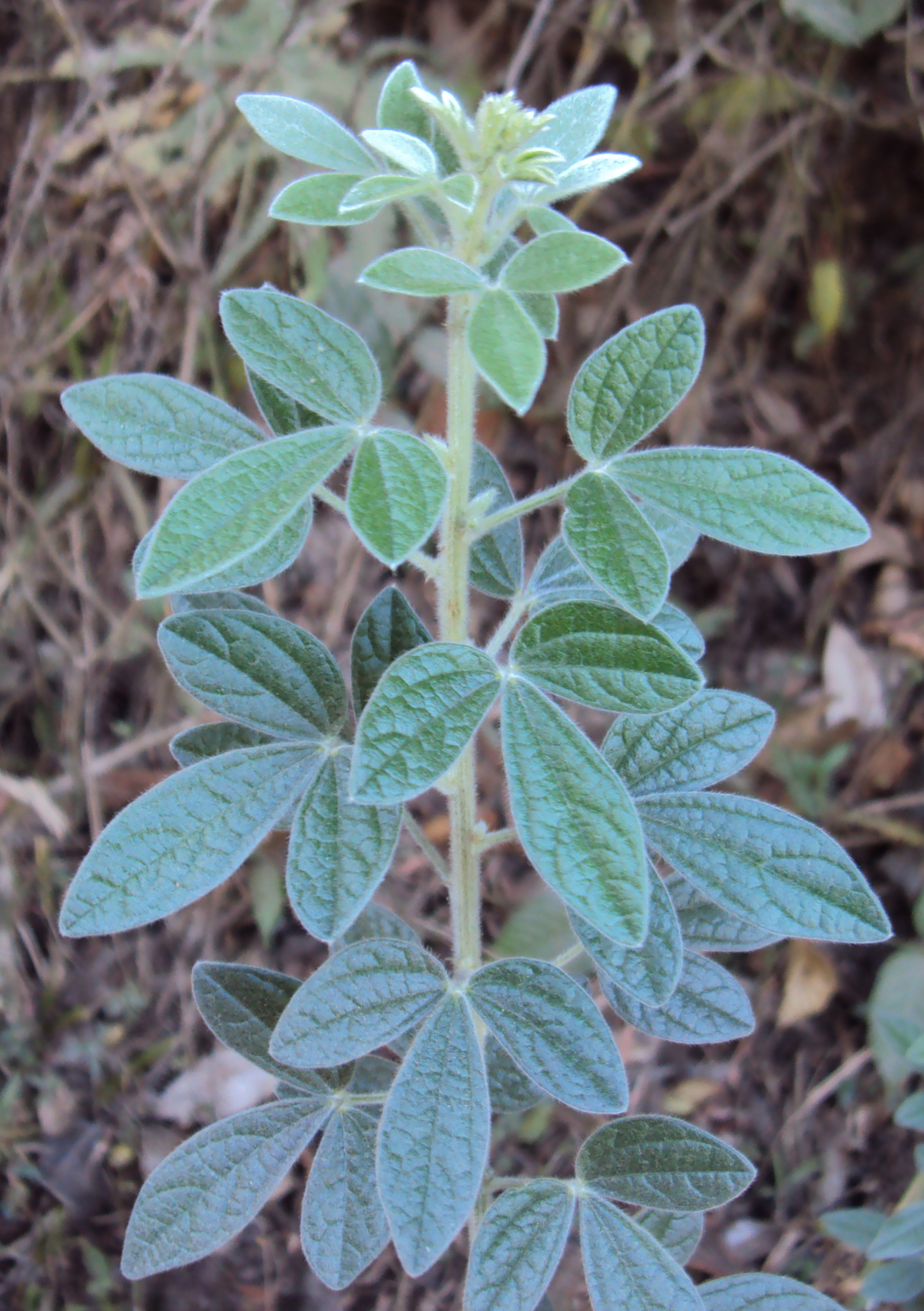